# Desenci
Desenci – wieś w Słowenii, w gminie Destrnik. W 2018 roku liczyła 36 mieszkańców.